# Paul Greengrass
Paul Greengrass (Cheam, 13 augustus 1955) is een Brits filmregisseur, scenarioschrijver en producent.

## Biografie
Paul Greengrass werd in 1955 geboren in Cheam (Surrey). Zijn vader was een zeeman in de koopvaardij en rivierloods. Zijn moeder was een onderwijzeres. Zijn broer, Mark Greengrass, is een bekende historicus.
Greengrass studeerde achtereenvolgens aan Westcourt Primary School, Gravesend Grammar School en Sevenoaks School. Nadien volgde hij de studierichting Engelse literatuur aan de Universiteit van Cambridge.

## Carrière

### Beginjaren
In de jaren 1980 ging Greengrass als regisseur en onderzoeksjournalist aan de slag bij World in Action, een actualiteitenprogramma van ITV. In 1987 schreef hij samen met Peter Wright, een topfunctionaris van de Britse inlichtingendienst, diens controversiële memoires Spycatcher. De Britse regering probeerde destijds tevergeefs om de publicatie van het boek tegen te houden.
In de daaropvolgende jaren maakte Greengrass de overstap naar dramaproducties, met een voorkeur voor waargebeurde (militaire) verhalen. In 1989 maakte hij met Resurrected zijn officieel regiedebuut. De dramafilm was een verfilming van soldaat Philip Williams' controversiële deelname aan de Falklandoorlog. In 1996 regisseerde hij de televisiefilm The One That Got Away (1996), een verfilming van Chris Ryans gelijknamig non-fictieboek over de SAS-patrouille Bravo Two Zero.
Met de televisiefilm The Murder of Stephen Lawrence (1999) ging hij dieper in op de moord op de zwarte tiener Stephen Lawrence, een zaak die institutioneel racisme bij de Metropolitan Police Service aan het licht bracht.

### Doorbraak
Begin jaren 2000 volgde met Bloody Sunday (2002) zijn grote doorbraak. De historische dramafilm, die gebaseerd werd op het gelijknamig bloedbad uit 1972 waarbij veertien Ierse demonstranten in Derry (Noord-Ierland) door Britse soldaten doodgeschoten werden, werd op het filmfestival van Berlijn bekroond met de Gouden Beer.
Enkele jaren later werd Greengrass in dienst genomen om de spionagethriller The Bourne Supremacy (2004) te regisseren, een vervolg op The Bourne Identity (2002), waarin acteur Matt Damon voor het eerst de aan geheugenverlies lijdende CIA-agent Jason Bourne vertolkte. De sequel was net als de eerste film een financieel succes. Greengrass en Damon werkten nadien ook samen aan de sequels The Bourne Ultimatum (2007) en Jason Bourne (2016). Tussendoor filmden de twee ook de oorlogsthriller Green Zone (2010).
In 2006 schreef en regisseerde hij met United 93 een docudrama over de terreuraanslagen van 11 september 2001. De film spitste zich toe op United Airlines-vlucht 93, een van de vier vliegtuigen die die dag als onderdeel van een grootschalige terreuraanslag gekaapt werden. Voor de film werkte Greengrass samen met hoofdzakelijk onbekende acteurs. De productie leverde hem de BAFTA voor beste regisseur op. In 2018 filmde hij met 22 July ook een docudrama over de Noorse terreuraanslag van 22 juli 2011.
In 2013 werkte Greengrass met Tom Hanks samen aan Captain Phillips, een historische thriller over de kaping van het cargoschip Maersk Alabama door Somalische piraten. Enkele jaren later namen Greengrass en Hanks ook samen de western News of the World op, een verfilming van Paulette Jiles' gelijknamige roman.

## Filmstijl
Greengrass verfilmt regelmatig waargebeurde verhalen met een militair schandaal, terreuraanslag of kaping als onderwerp. Ook zijn fictiefilms spelen zich vaak af in de wereld van militairen en inlichtingenofficieren. Kenmerkend voor zijn films is het gebruik van de zogenoemde shaky camera-stijl, in combinatie met een snelle montage. Om een documentaire-achtige en realistische uitstraling te bekomen, laat Greengrass veel scènes met de camera in de hand in plaats van op een statief opnemen. (Om dezelfde reden gebruikt hij ook regelmatig onbekende of niet-professionele acteurs.) In scènes met veel actie en beweging heeft dit als gevolg dat het beeld schuddende bewegingen maakt. Greengrass' gebruik van de shaky camera-stijl zorgt dan ook voor verdeeldheid onder filmcritici. Voorstanders prijzen de stijl als realistisch, intens en energetisch, tegenstanders bestempelen het dan weer als een chaotische, onoverzichtelijke en goedkope stijl. Het succes van de door Greengrass geregisseerde actiethrillers The Bourne Supremacy en The Bourne Ultimatum wordt vaak aangehaald als de hoofdreden waarom zoveel actiefilms uit de jaren 2000 en 2010 de controversiële stijl zijn beginnen toepassen.

## Filmografie

### Film
| Jaar | Titel                | Regisseur | Scenarist |
| ---- | -------------------- | --------- | --------- |
| 1989 | Resurrected          |           |           |
| 1998 | The Theory of Flight |           |           |
| 2002 | Bloody Sunday        |           |           |
| 2004 | The Bourne Supremacy |           |           |
| 2006 | United 93            |           |           |
| 2007 | The Bourne Ultimatum |           |           |
| 2010 | Green Zone           |           |           |
| 2013 | Captain Phillips     |           |           |
| 2016 | Jason Bourne         |           |           |
| 2018 | 22 July              |           |           |
| 2020 | News of the World    |           |           |

### Televisie
| Jaar      | Titel                          | Regisseur | Scenarist | Opmerking     |
| --------- | ------------------------------ | --------- | --------- | ------------- |
| 1985–1987 | World in Action                |           |           |               |
| 1992      | Cutting Edge                   |           |           | 1 aflevering  |
| 1993      | Crime Story                    |           |           | 1 aflevering  |
| 1994      | Open Fire                      |           |           | Televisiefilm |
| 1995      | Kavanagh QC                    |           |           | 1 aflevering  |
| 1995      | The Late Show                  |           |           | 1 aflevering  |
| 1996      | The One That Got Away          |           |           | Televisiefilm |
| 1997      | The Fix                        |           |           | Televisiefilm |
| 1999      | The Murder of Stephen Lawrence |           |           | Televisiefilm |
| 2004      | Omagh                          |           |           | Televisiefilm |

## Prijzen en nominaties
| Film                                  | Categorie                                  | Uitslag        |
| Academy Awards                        | Academy Awards                             | Academy Awards |
| ------------------------------------- | ------------------------------------------ | -------------- |
| United 93 (2006)                      | Beste regie                                | Genomineerd    |
| Golden Globes                         |                                            |                |
| Captain Phillips (2013)               | Beste regie                                | Genomineerd    |
| BAFTA Awards (Film)                   |                                            |                |
| United 93 (2006)                      | Beste Britse film                          | Genomineerd    |
| United 93 (2006)                      | Beste regie                                | Gewonnen       |
| United 93 (2006)                      | Beste scenario                             | Genomineerd    |
| Captain Phillips (2013)               | Beste regie                                | Genomineerd    |
| BAFTA Awards (Televisie)              |                                            |                |
| The Murder of Stephen Lawrence (1999) | Beste tv-film                              | Gewonnen       |
| Bloody Sunday (2002)                  | Beste tv-film                              | Genomineerd    |
| Omagh (2004)                          | Beste tv-film                              | Gewonnen       |
| Omagh (2004)                          | Alan Clarke Award                          | Gewonnen       |
| Filmfestival van Berlijn              |                                            |                |
| Resurrected (1989)                    | Gouden Beer                                | Genomineerd    |
| Resurrected (1989)                    | OCIC Award                                 | Gewonnen       |
| Resurrected (1989)                    | Interfilm Award – Otto Dibelius Film Award | Gewonnen       |
| Bloody Sunday (2002)                  | Gouden Beer                                | Gewonnen       |
| Bloody Sunday (2002)                  | Oecumenische Juryprijs                     | Gewonnen       |
| Filmfestival van Venetië              |                                            |                |
| 22 July (2018)                        | Gouden Leeuw                               | Genomineerd    |